# Johannes Evert Hendrik Akkeringa
Johannes Evert Hendrik Akkeringa (Blinjoe, Nederlands-Indië, 17 januari 1861 – Amersfoort, 12 april 1942) behoorde tot de tweede generatie Haagse school-schilders. Akkeringa was vooral bekend om zijn schilderijen en aquarellen van strandtaferelen met spelende kinderen en vrouwen, nettenboetsters en voorstellingen van intieme ‘thee-uurtjes’ met converserende figuren in een lommerrijke omgeving.

## Jeugd
De Haagse schilder Johannes Evert Hendrik Akkeringa werd op 17 januari 1861 geboren in Blinjoe in Nederlands-Indië, als tweede kind van Johannes Evert Akkeringa (1829-1863) en de Chinees-Javaanse vrouw Sariedja (circa 1842-?). Johannes Evert Akkeringa was ingenieur in de tinmijnen van de Billiton Maatschappij te Banka en later op Buitenzorg. In 1863 overleed vader Akkeringa plotseling aan de gevolgen van tyfus. Na de dood van zijn vader werd de jonge Akkeringa samen met zijn broer en zus in 1865 door familie in Nederland naar Den Haag gehaald. Hier groeiden de drie kinderen op in het huishouden van een tante.

## Academie

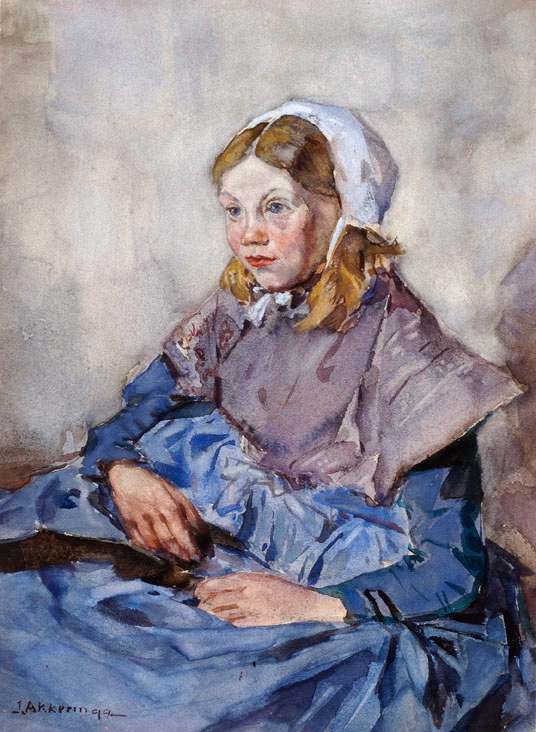
Jong meisje in klederdracht (Johannes Evert Akkeringa)

In het voorjaar van 1878 meldde Akkeringa zich op zeventienjarige leeftijd aan de Koninklijke Academie van Beeldende Kunsten in Den Haag. Op de Academie raakte hij bevriend met zijn medestudent Willem de Zwart (1862-1931) en studeerde hij in de loop der jaren samen met verschillende andere kunstenaars, waaronder Floris Verster (1861-1927) en Marius Bauer (1867-1932). Het is zeer waarschijnlijk dat Akkeringa in dezelfde periode Isaac Israëls (1865-1934) heeft ontmoet, met wie hij nauw bevriend raakte. De lessen die Akkeringa volgde aan de Academie bestonden hoofdzakelijk uit anatomisch tekenen en het tekenen naar gipsmodellen, maar ook perspectieftekenen en compositieleer kregen veel aandacht. Naast zijn studie trok Akkeringa net als veel van zijn studie genoten vaak de natuur in, om buiten te werken en om zich zo in de praktijk verder te kunnen oefenen. Het landschap rondom Den Haag ontdekte hij al vrij snel als zijn grootste inspiratiebron. In het voorjaar van 1883 behaalde Akkeringa zijn tekenakte, waarna hij nog tot 1885 lessen zou blijven volgen aan de Academie.
Van augustus 1886 tot eind 1887 vervolgde Akkeringa zijn opleiding aan de Rotterdamse Academie. In datzelfde jaar nam hij voor het eerst deel aan de ‘Tentoonstelling van Levende Meesters’ aan de Koninklijke Academie van Beeldende Kunsten in Den Haag.

## Schildersgenootschappen
In het najaar van 1887 verhuisde Akkeringa naar Den Haag en vervolgens, enkele maanden later, naar Loosduinen om zich helemaal aan het buitenschilderen te wijden. Hier betrok hij samen met zijn vriend Cees van Waning (1861-1903) een atelier. In deze periode ontstond de zogenaamde ‘Loosduinse schilderskolonie’ of het ‘Haagse Barbizon’. Tot deze kolonie werden, naast Akkeringa zelf, ook Willem de Zwart (1862-1931) die grote invloed uitoefende op de stijl van Akkeringa, George Hendrik Breitner (1857-1923), Jan Toorop (1858-1928), Theo van Hoytema (1863-1917), Hendrik Otto van Thol (1859-1902), Marius Bauer (1867-1932) en enkele anderen gerekend. Loosduinen en de omliggende duingebieden hadden een grote aantrekkingskracht op de Haagse landschapsschilders, omdat het een van de laatste ongerepte stukken natuur was in de omgeving van de hofstad bij Scheveningen.
In oktober 1889 werd Akkeringa officieel aangenomen als ‘gewoon lid’ van de Haagse kunstenaarsvereniging het Schilderkundig Genootschap Pulchri Studio. Samen met onder anderen Théophile de Bock nam Akkeringa in 1891 plaats in het oprichtingsbestuur van de Haagsche Kunstkring die, in tegenstelling tot Pulchri, naast de schilderkunst ook beoefenaars van andere kunsttakken als leden zou accepteren. Op 26 juni 1894 werd Akkeringa door de schilder Hendrik Johannes Haverman voorgedragen, en aangenomen, als ‘kunstlievend lid’ van de kunstenaarsvereniging Arti et Amicitiae. Een jaar later wordt hij "gewoon lid" en op 21 mei 1909 "buitenlid". Op 25 februari 1897 werd Akkeringa, tegelijk met zijn vriend Floris Arntzenius (1864-1925), aangenomen als lid van de Hollandsche Teekenmaatschappij waar hij vanaf 1912 tot 1917 zitting zou nemen in het bestuur.
In februari 1892 kreeg Akkeringa de opdracht om samen met Jan Toorop, Marius Bauer en Willem de Zwart illustraties te maken voor een sprookjesbundel, uitgegeven door de Amsterdamse uitgeverij Elsevier. Het boek was getiteld ‘Een Boek van Verbeelding; Sproken en vertellingen’ (1893) door Louise Ahn-De Jongh (1893). Vanaf november 1892 tot oktober 1896 verdiende Akkeringa als illustrator voor Elsevier’s Geïllustreerd Maandschrift wat bij.

## Gezinsleven
Op 15 september 1892 trouwde Akkeringa met zijn nichtje Willemina Suzanna (Mien) Reedijk (1866-1909). In september verhuisden de jonggehuwden naar een woning aan de rand van de stad Den Haag, waar kort na elkaar twee zonen werden geboren: Leonard Johannes (Leo) (1893-1959) en Johannes Evert (Jan) (1894-1983). Tijdens dit huwelijk verhuisde het gezin regelmatig en veelal binnen het groeiende Den Haag of naar het dichtbijgelegen Scheveningen. Meestal betrok de schilder met zijn gezin een woning aan de rand van de stad. Akkeringa gebruikte zijn omgeving als inspiratie voor zijn werk waardoor niet alleen de duinen, zee en bevolking rond Scheveningen en Den Haag, maar ook de beide zoons van de schilder, zijn vrouw, en kinderen van vrienden veelvuldig als onderwerp dienden voor zijn schilderijen. In april 1903 verhuisde het gezin Akkeringa met schoonmoeder Reedijk voor twee jaar naar het Brabantse Heeze en woonde er in ‘Villa Erica’. Ook de omgeving van Heeze is vaak onderwerp geweest van schilderijen die Akkeringa in deze periode maakte. In 1905 keerde de familie terug uit Heeze en ging in Scheveningen wonen. Hier overleed Mien Akkeringa op 12 december 1909.
Op 20 april 1917 hertrouwde Akkeringa op zesenvijftigjarige leeftijd met de 32-jarige Elsje Wilhelmine Enter (1895-1969). Op 27 augustus 1921 werd een derde zoon, Evert Hendrik Jan Akkeringa, geboren. In 1932 bezocht Akkeringa zijn oudste zoon Leo, die op dat moment in Parijs woonde. Het zou de enige buitenlandse reis zijn die Akkeringa zou maken.
Op 12 april 1942 overleed Akkeringa op eenentachtigjarige leeftijd. Hij werd op 15 april begraven op de algemene begraafplaats Rusthof in Amersfoort. In mei van datzelfde jaar werd een herdenkingstentoonstelling georganiseerd door leden van Pulchri Studio waarna op 23 maart 1943 het atelier van Akkeringa werd geveild door het Amsterdamse veilinghuis Frederik Muller & Co..

## Werk en tentoonstellingen

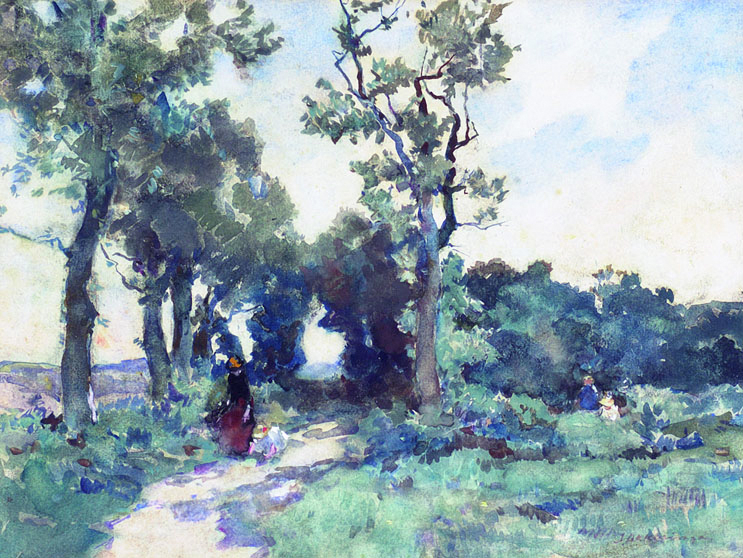
Voorjaar (Johannes Evert Hendrik Akkeringa)

In 1903 kreeg Akkeringa een vast contract bij de Amsterdamse Kunsthandel E.J. van Wisselingh & Co. Zijn werk werd niet alleen geëxposeerd in het Amsterdamse en Londense filiaal, maar ook op verschillende internationale tentoonstellingen, waaronder in Hamburg (1902), Boedapest (1908), Berlijn (1908), Pittsburgh (1904, 1907 en 1909), Buenos Aires (1910), Brussel (1910) en in de Canadese stad Winnipeg (1913). Vanaf 1903 tot 1914 organiseerde Van Wisselingh jaarlijks een grote tentoonstelling in Pulchri Studio waar regelmatig werk van Akkeringa werd aangeboden. Ook organiseerden zij in april 1904 een duo-tentoonstelling met werk van Akkeringa en Jan Toorop. In de zomer van 1909 liet Akkeringa een door van Wisselingh gefinancierd buiten-atelier bouwen op een stuk grond in de duinen van Meijendel, het duingebied tussen Den Haag en Wassenaar. In het nieuwe atelier gaf hij les aan verschillende leerlingen waaronder Jeanne Stigter (1877-1951) en Jeanne Faure (1893-1987). Diens moeder Jeanne Agatha Faure (1869-1953) had enkele jaren ervoor, in 1907, lessen ontvangen van Akkeringa.
Akkeringa deed in 1914 mee aan de Biënnale te Venetië en de expositie ‘Tentoonstelling van werk van Nederlandsche, in Indië geboren schilders’ in de Nederlandsch-Indische Kunstkring te Batavia.
In 1918 slaagde Akkeringa opnieuw voor een MO-cursus aan de Koninklijke Academie van Beeldende Kunsten in Den Haag, en werd hij op de Haagse Academie aangesteld als leraar ‘Handtekenen’. In december 1921 kreeg Akkeringa zijn eerste overzichtstentoonstelling in de zalen van Pulchri Studio, georganiseerd door kunsthandel Van Wisselingh. Voor enige uitgeverijen werkte hij als boekbandontwerper.
In het voorjaar van 1924 werd Akkeringa’s contract met Van Wisselingh beëindigd, waarna ook de maandelijkse toelage die de schilder ontving stopte.
Ter ere van Akkeringa’s zeventigste verjaardag werd in januari 1932, op zijn eenenzeventigste verjaardag, een jubileumtentoonstelling georganiseerd in Pulchri Studio. Bij deze gelegenheid werd door een ‘comité van kunstvrienden’ het schilderij ‘Doode witte Haan’ aangekocht voor het Museum Boijmans van Beuningen. Ook werd op 17 januari 1932 in Pulchri een jubileumfeest georganiseerd waarbij Akkeringa van zijn vrienden en vereerders een portefeuille overhandigd kreeg.
Naar aanleiding van het overlijden van Akkeringa werd in mei 1942 een laatste overzichtstentoonstelling geopend, waarna de schilder en, in mindere mate, zijn werk in vergetelheid raakte. In de zomer van 2005 werden de schilder en zijn werk echter weer onder de aandacht van het publiek gebracht, doordat veilinghuis Christie's in Amsterdam een wintertentoonstelling rond de schilder organiseerde: ‘J.E.H. Akkeringa; schilders van tuin en duin’. Zijn werk wordt nog regelmatig op de kunstmarkt verkocht.

## Prijzen
- Een eerste officiële blijk van erkenning kwam op 28 februari 1887, toen Akkeringa de Koninklijke Subsidie voor het jaar 1887 van de commissie voor de Koninklijke Subsidiën van Arti et Amicitiae ontving.
- In januari 1890 won hij met de aquarel ‘Een Wandeling in het duin’ de Willink van Collenprijs, welke hij in februari 1894 voor de tweede keer won.
- In 1900 won Akkeringa een Gouden Medaille op de Wereldtentoonstelling in Parijs.
- In 1905 ontving Akkeringa een Zilveren Medaille van Koningin Emma voor zijn werk op de Tentoonstelling ‘Gemeentelijke Tentoonstellingen van Kunstwerken van Levende Meesters in Arnhem (derde Vierjaarlijksche)’.
- In 1909 ontving Akkeringa wederom een Gouden Medaille op de tentoonstelling in Arnhem, en kreeg hij in juni een tweede Gouden Medaille op de tentoonstelling ‘X-Internationale Kunst Ausstellung’ in München’.
- In mei 1910 won Akkeringa met een strandgezicht een Bronzen Medaille op de ‘Exposición Internacional del Centenario’ in Buenos Aires.